# Montanazhdarcho
Montanazhdarcho (il cui nome significa "azhdarcho del Montana") è un genere estinto di pterosauro azhdarchoide vissuto nel Cretaceo superiore, circa 74 milioni di anni fa (Campaniano), nel Montana, Nord America. Il genere contiene una singola specie, ossia M. minor.
Il genere  Montanazhdarcho fu istituito nel 1993 dai paleontologi Kevin Padian, Armand de Ricqlès e Jack Horner, venendo pubblicato da quest'ultimi nel 1995 per poi essere descritto più ampiamente nel 2002.
La specie tipo del genere è Montanazhdarcho minor, il cui nome generico, Montanazhdarcho, è l'unione della parola Montana, luogo dove sono stati rinvenuti i suoi resti, e Azhdarcho, di cui si credeva essere una specie affine. Il nome specifico, minor, in latino significa "il più piccolo", in riferimento alle dimensioni relativamente ridotte in confronto ad altri pterosauri della stessa famiglia.
L'olotipo dell'animale (MOR 691) fu ritrovato da Robert W. Harmon nella Contea di Glacier, nel territorio dei Piedi Neri, nei blocchi d'arenaria della parte superiore della Formazione Two Medicine, uno strato risalente a circa 74 milioni di anni. Il fossile appartiene ad un esemplare adulto e fortunatamente non risulta essere stato compresso durante la fossilizzazione, come stabilito da uno studio istologico di de Ricqlès. L'olotipo è costituito da una parziale ala sinistra, a cui mancando le ultime tre falangi del dito esterno che compone l'ala, un cingolo scapolare completo, una vertebra cervicale schiacciata e due frammenti della sinfisi della mandibola. Le fauci dell'animale erano edentule, ossia prive di denti.
Al momento della sua scoperta il Montanazhdarcho venne classificato dai suoi autori come un membro della famiglia degli Azhdarchidi, principalmente sulla base della forma allungata della vertebra cervicale e del becco sdentato. Tuttavia rispetto agli altri azhdarchidi, che comprendono alcune delle più grandi creature volanti mai esistite, il Montanazhdarco era relativamente piccolo; difatti i frammenti di omero, radio e carpo suggeriscono un animale con un'apertura alare di circa 2,5 metri (8 piedi). Tuttavia, l'ulna era più lunga del metacarpo dell'ala, il che è un carattere atipico per un azhdarchide. Tuttavia, recenti studi suggeriscono che l'animale sia un azhdarchoide non-azhdarchide, ma più probabilmente un tapejaride.